# Gmina Paraćin
Gmina Paraćin (serb. Opština Paraćin / Општина Параћин) – gmina w Serbii, w okręgu pomorawskim. W 2018 roku liczyła 50 798 mieszkańców.